# 下圣瑞斯特
下圣瑞斯特（法語：Saint-Just-en-Bas，法語發音：[sɛ̃ ʒy(st) ɑ̃ ba]）是法国卢瓦尔省的一个市镇，位于该省西部，属于蒙布里松区。

## 地理
下圣瑞斯特（45°43'51"N, 3°52'50"E）面积20.95 平方千米，位于法国奥弗涅-罗讷-阿尔卑斯大区卢瓦尔省，该省份为法国中南部省份，北起顺时针与索恩-卢瓦尔省、罗讷省、伊泽尔省、阿尔代什省、上盧瓦爾省、多姆山省和阿列省接壤。
与下圣瑞斯特接壤的市镇（或旧市镇、城区）包括：拉瓦拉叙罗什福尔、沙尔马泽勒-让萨尼耶尔、帕洛尼厄、圣乔治昂库藏。

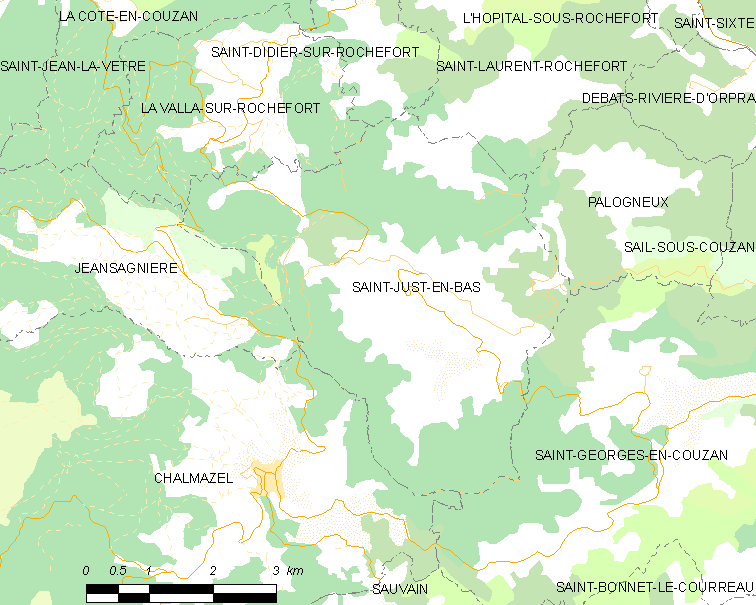
下圣瑞斯特的OSM定位图

下圣瑞斯特的时区为UTC+01:00、UTC+02:00（夏令时）。

## 行政
下圣瑞斯特的邮政编码为42990，INSEE市镇编码为42247。

## 政治
下圣瑞斯特所属的省级选区为利尼翁河畔博安县。

## 人口

1962-2008年间下圣瑞斯特人口变化图示

下圣瑞斯特于2022年1月1日时的人口数量为282人。

## 交通
卢瓦尔省省道D44线、D55线、D97线和D110线经过境内。